# Muerte de Cook
Muerte de Cook es el nombre de varias pinturas que representan la muerte en 1779 del explorador británico, descubridor de las islas de Hawái, el capitán James Cook, en la bahía de Kealakekua (Hawái). La mayoría de estas pinturas parecen volver al original de John Cleveley, el joven, pintado en 1784, aunque otras versiones, como la de John Webber, se impuso como modelo para posteriores copias. Tales obras fueron reproducidas en la pintura y el grabado en el transcurso de la historia del mundo moderno. El más famoso en cuanto a reproducciones es el que en se encuentra en el Museo de Arte de Honolulu (presuntamente basado en la versión de Cleveley), a menudo representando a Cook como un pacificador, tratando de detener la lucha entre sus marineros y los hawaianos nativos, que habían presentado combate tras la captura de su rey en manos de los británicos.
Sin embargo, en 2004, el original de la pintura de Cleveley fue descubierto en una colección privada perteneciente a una familia que lo poseía desde 1851. El hermano de Cleveley era un miembro de la tripulación de Cook, y la pintura se dice que contó con la presencia de testigos oculares. El original representa a Cook involucrado en el combate mano-a-mano con los nativos Hawaianos. El descubrimiento de la pintura original no ha cambiado la forma en que la mayoría de los historiadores ven a Cook en su relación con los Hawaianos, como durante su último viaje, Cook fue reportado por sus contemporáneos que se había tornado irracionalmente violento.
El original de la pintura en acuarela (junto con una serie de otros tres más pintados por Cleveley), fue puesto a subasta por la casa de subastas Christie en Londres en 2004. El lote de cuatro pinturas fue vendido por £318,850 (USD 572,655).

## Más tarde
Más tarde la pintura titulada La Muerte del Capitán James Cook, 14 de febrero de 1779 por Johann Zoffany se comenzó a pintar alrededor del año 1795, y la pintura fue de la propiedad de la viuda de Cook. Esta pintura se encuentra en el Museo Marítimo Nacional, en el Reino Unido

## Galería

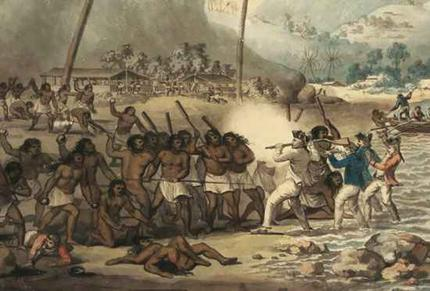
Una versión recortada de la pintura original por Cleveley que fue descubierto en 2004 y representa el Capitán Cook como un hombre violento.
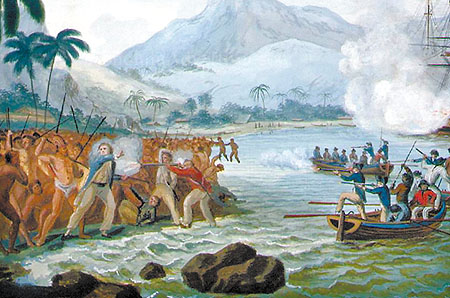
Uno de los más famosos reproducciones de Cleveley de la Muerte de Cook, en la Academia de las Artes de Honolulu. Representa el Capitán Cook como un pacificador.
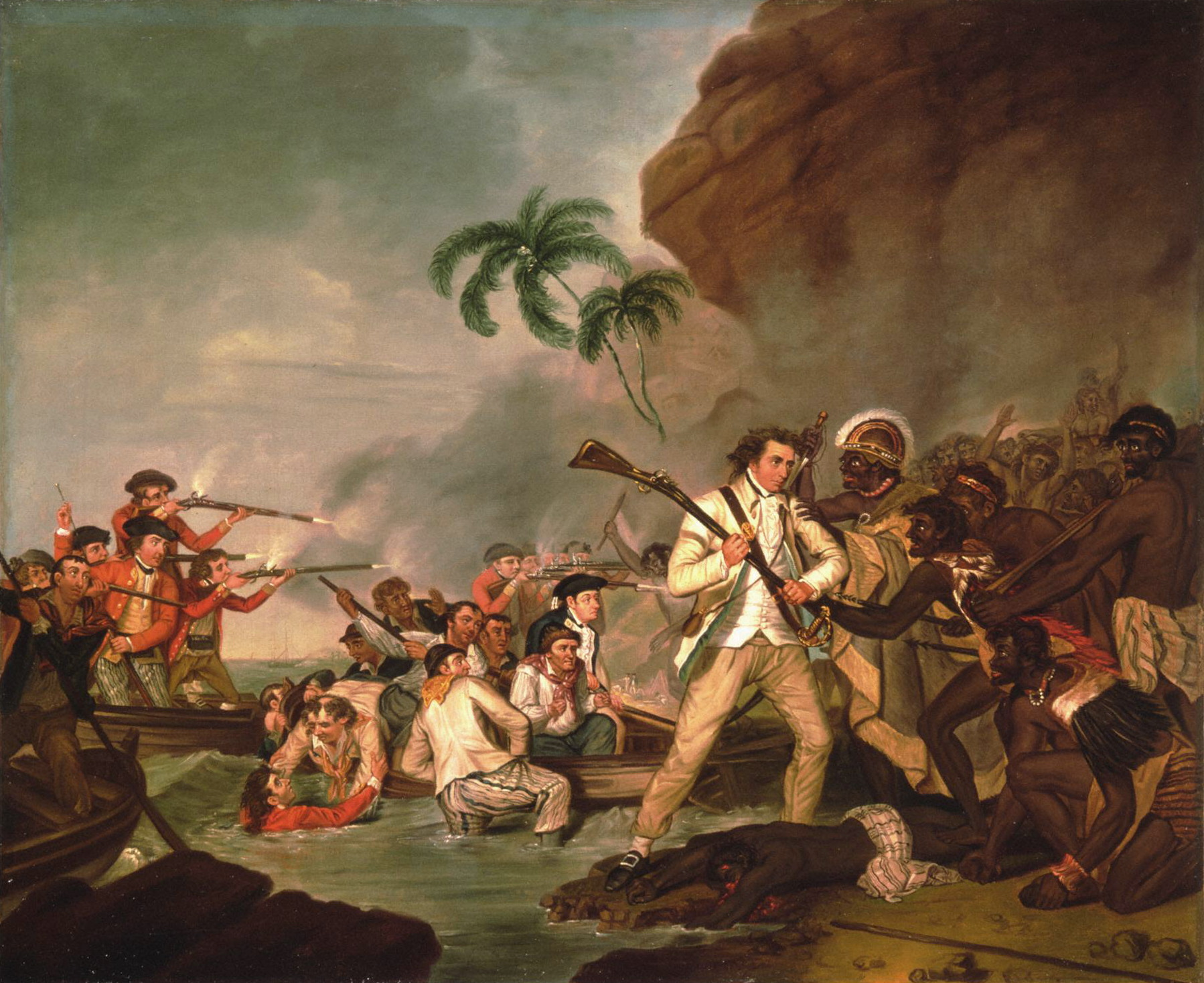
George Carter, versión de 1783.
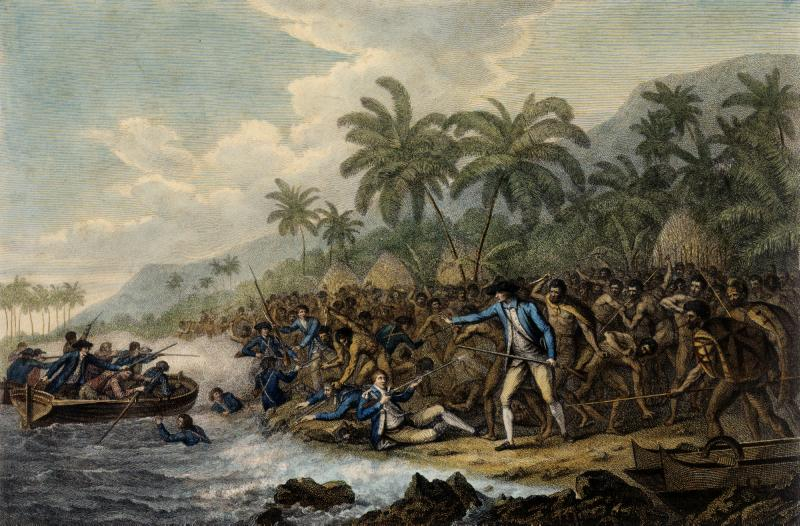
Versión de John Webber, 1784.
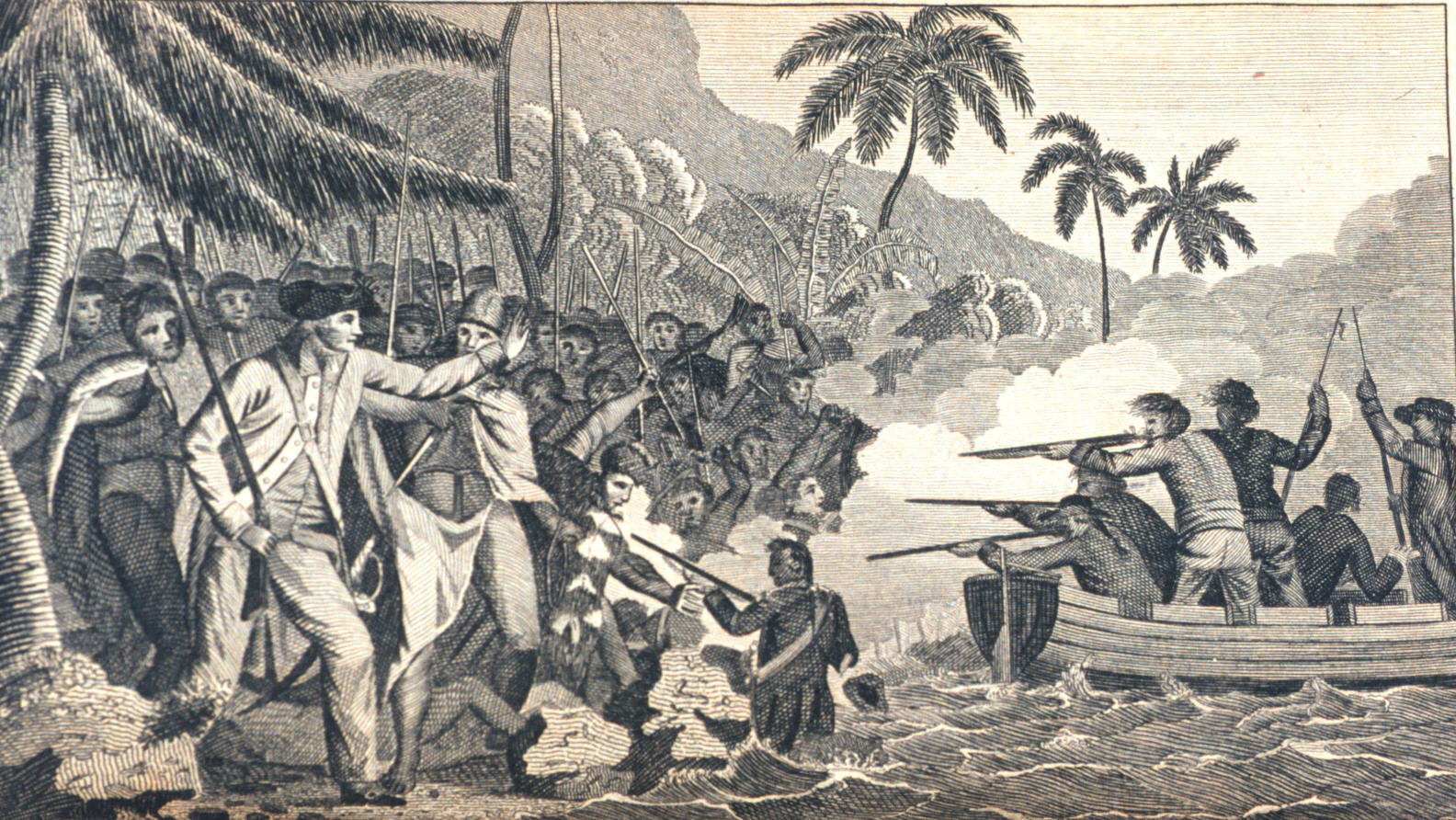
Versión de 1790 de la Muerte de Cook.
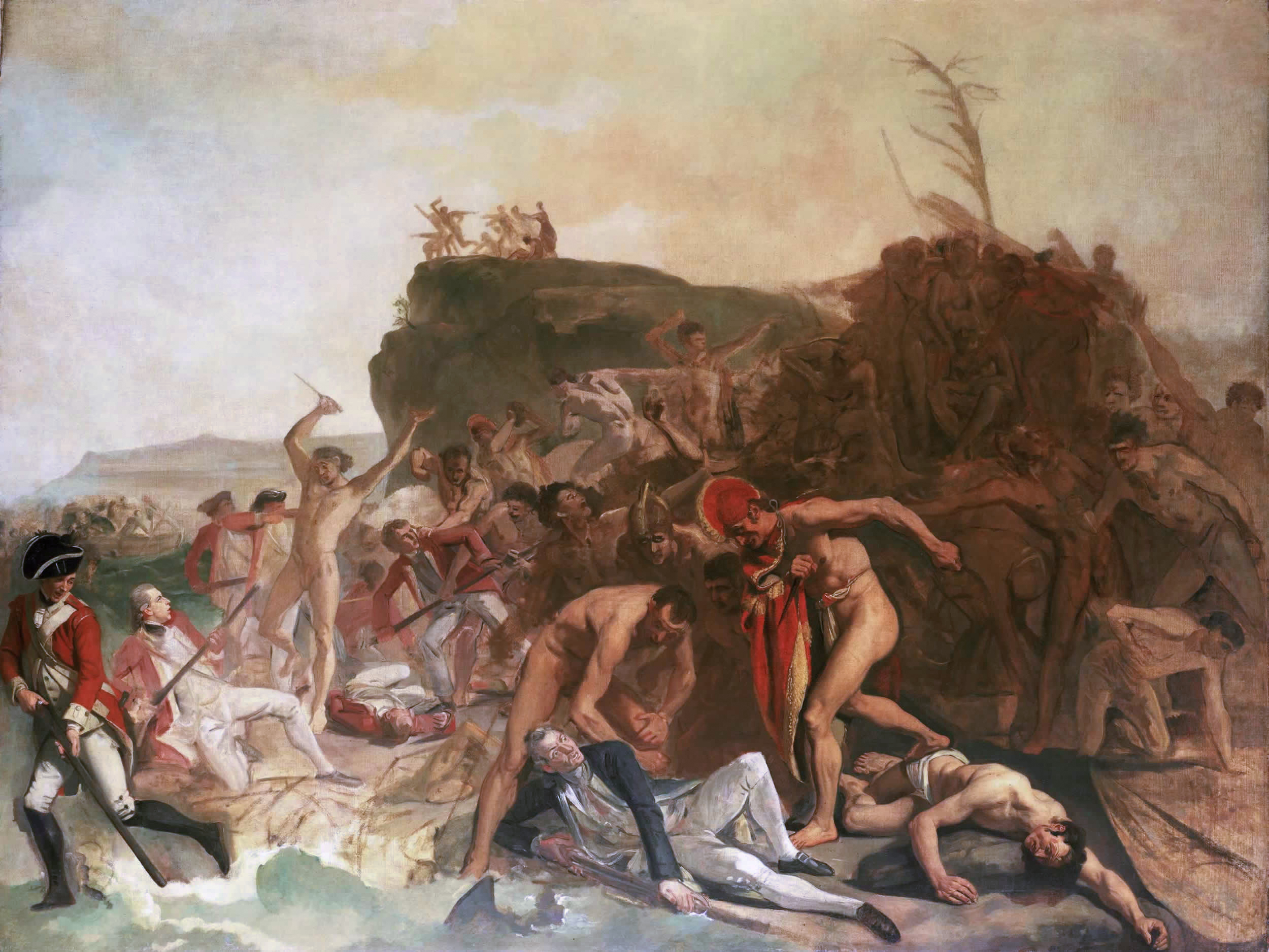
La Muerte del Capitán James Cook (Zoffany).